# Instituto da Mobilidade e dos Transportes
O Instituto da Mobilidade e dos Transportes (IMT), I.P. é um instituto público integrado na administração indireta do Estado português, dotado de autonomia administrativa e financeira e património próprio. Eduardo Feio é o atual Presidente do IMT.
O IMT, I.P. é um organismo central com jurisdição sobre todo o território nacional, tem sede em Lisboa e dispõe, como serviços desconcentrados, das Direções Regionais de Mobilidade e Transportes do Norte, do Centro, de Lisboa e Vale do Tejo, do Alentejo e do Algarve. 
O IMT, I.P. prossegue atribuições dos Ministérios da Administração Interna, do Planeamento e das Infraestruturas, do Ambiente, e do Mar, sob superintendência e tutela do Ministro do Planeamento e das Infraestruturas.
O IMT, I.P. sucede nas atribuições: 
• do Instituto de Infraestruturas Rodoviárias, I.P.
• do Instituto Portuário e dos Transportes Marítimos, I.P.
• da Comissão de Planeamento de Emergência dos Transportes Terrestres
O IMT, I.P. integra ainda as atribuições da SIEV - Sistema de Identificação Eletrónica de Veículos, S.A., respeitantes à exploração e gestão do sistema de identificação eletrónica de veículos.